# Kettlebaston
Kettlebaston – wieś w Anglii, w hrabstwie Suffolk, w dystrykcie Babergh. Leży 21 km na zachód od miasta Ipswich i 97 km na północny wschód od Londynu.